# Bray-en-Val

Bray-en-Val este o fostă comună franceză situată în departamentul Loiret, în regiunea Centre-Val de Loire.
Denumirea actuală a fost oficializată în 1933. Anterior, comuna era cunoscută sub numele de Bray, denumire încă utilizată în limbajul oral.

## Geografie

### Localizare
Comuna Bray-en-Val se află în cadranul sud-estic al departamentului Loiret, în regiunea agricolă Orléanais și în zona urbană a orașului Sully-sur-Loire. În linie dreaptă, este situată la 35,2 km de Orléans, prefectura departamentului, și la 11,0 km de Ouzouer-sur-Loire, fostul centru de canton de care aparținea comuna înainte de martie 2015.
Comunele cele mai apropiate sunt: Bouzy-la-Forêt (2,8 km), Les Bordes (3,2 km), Saint-Aignan-des-Gués (3,6 km), Bonnée (3,8 km), Saint-Benoît-sur-Loire (4,7 km), Saint-Père-sur-Loire (6,1 km), Sully-sur-Loire (7,1 km), Guilly (7,1 km), Germigny-des-Prés (7,6 km) și Saint-Martin-d'Abbat (8 km).

### Hidrografie
Râul Bonnée, afluent al Loarei, traversează teritoriul comunei.

### Medii naturale și biodiversitate

#### Zone Natura 2000
Rețeaua Natura 2000 este o rețea ecologică europeană de situri naturale de interes ecologic, creată pe baza Directivelor „Habitate” și „Păsări”. Această rețea este formată din Zone Speciale de Conservare (ZSC) și Zone de Protecție Specială (ZPS).
În cadrul acestor zone, statele membre se angajează să mențină într-o stare favorabilă de conservare tipurile de habitate și speciile vizate, prin măsuri de reglementare, administrative sau contractuale. Scopul este de a promova o gestionare adecvată a habitatelor, ținând cont de cerințele economice, sociale și culturale, precum și de particularitățile regionale și locale ale fiecărui stat membru. Activitățile umane nu sunt interzise, atâta timp cât acestea nu afectează semnificativ starea favorabilă de conservare a habitatelor și speciilor vizate.
Pe teritoriul comunei Bray-en-Val sunt desemnate următoarele situri Natura 2000:
| Număr     | Tip | Nume                         | Hotărâre | Document de obiective    | Localizare                                            |
| --------- | --- | ---------------------------- | --- | ------------------------ | ----------------------------------------------------- |
| FR2410018 | ZPS | Pădurea Orléans              | Hotărârea din 23 decembrie 2003 privind desemnarea sitului Natura 2000 Pădurea Orléans.                                         | Validat la 10 iunie 2005 | Ocupă trei sferturi din partea de nord-est a comunei. |
| FR2400524 | SIC | Pădurea Orléans și periferia | Hotărârea din 20 august 2014 privind desemnarea sitului Natura 2000 Pădurea Orléans și periferia (zonă specială de conservare). | Validat la 10 iunie 2005 | Un nucleu este situat în partea de sud-est a comunei. |

Situl „Pădurea Orléans” se întinde din nord-estul aglomerației orléaneze până la porțile orașului Gien, urmând un arc de cerc de aproximativ 60 de kilometri lungime și având o lățime variabilă între aproximativ 2 și 15 km. Acest ansamblu forestier aproape continuu este în mare parte domenial. Pădurea domenială este formată din trei masive distincte, de la vest la est: masivele Orléans, Ingrannes și Lorris (considerat în mod obișnuit ca fiind împărțit în două submasive: Lorris-Châteauneuf și Lorris-les Bordes), în jurul cărora se află și alte suprafețe forestiere. Suprafața totală a celor trei masive domeniale este de 34.500 de hectare.
Având o suprafață totală de 32.177 ha, situl este alcătuit din două mari entități care acoperă aproape integral masivele forestiere domeniale din Ingrannes și Lorris. Aceste două entități includ și alte parcele forestiere, precum și lacuri aflate la periferie, alături de vasta „poiană” Sully-la-Chapelle, Ingrannes și Seichebrières, situată în cadrul masivului Ingrannes.
Acest sit prezintă un mare interes ornitologic, fiind un habitat important pentru cuibăritul mai multor specii de păsări, printre care uliganul pescar (Pandion haliaetus), acvila de munte (Hieraaetus pennatus), șerparul (Circaetus gallicus), viesparul (Pernis apivorus), eretele vânăt (Circus cyaneus), caprimulgul european (Caprimulgus europaeus), ciocănitoarea neagră (Dryocopus martius), sură (Dendrocoptes medius) și verde-cenușie (Picus canus), Ciocârlia de pădure (Lullula arborea) și silvia de tufiș (Sylvia undata).
De asemenea, lacurile constituie locuri importante de popas pentru diferite specii de păsări migratoare.
Situl „Pădurea Orléans și periferia”, cu o suprafață totală de 2.226,40 ha, este fragmentat în 38 de entități. Acestea, de dimensiuni variabile (între 0,9 și 347 ha), sunt dispersate pe cele trei masive forestiere și zonele lor periferice. În timpul elaborării documentului de obiective, în urma inventarelor de teren, s-a constatat absența habitatelor sau a speciilor de interes comunitar în anumite entități, ceea ce a condus la propunerea eliminării a 13 dintre ele, reprezentând o suprafață totală de 207,90 ha.
Importanța sitului rezidă în calitatea zonelor umede (lacuri, turbării, mlaștini, bălți), în marea diversitate floristică, cu un interes deosebit pentru briofite, licheni și ciuperci. Pe sit sunt inventariate 17 habitate naturale de interes comunitar, iar acesta prezintă și o mare importanță faunistică, în special pentru păsări, lilieci, amfibieni și insecte.
Situl are o vulnerabilitate redusă în condițiile actuale de gestionare, deoarece este format în principal din parcele de pădure domenială, unde practicile actuale de administrare nu generează constrângeri semnificative pentru speciile protejate. Unele specii, precum uliganul pescar (Pandion haliaetus), sunt monitorizate constant. Alte specii, cum ar fi sonneurul cu burtă galbenă (Bombina variegata), acvila de munte (Hieraaetus pennatus) și sfrânciocul roșiatic (Lanius collurio), ar merita o supraveghere mai atentă.

#### Zone naționale de interes ecologic, faunistic și floristic

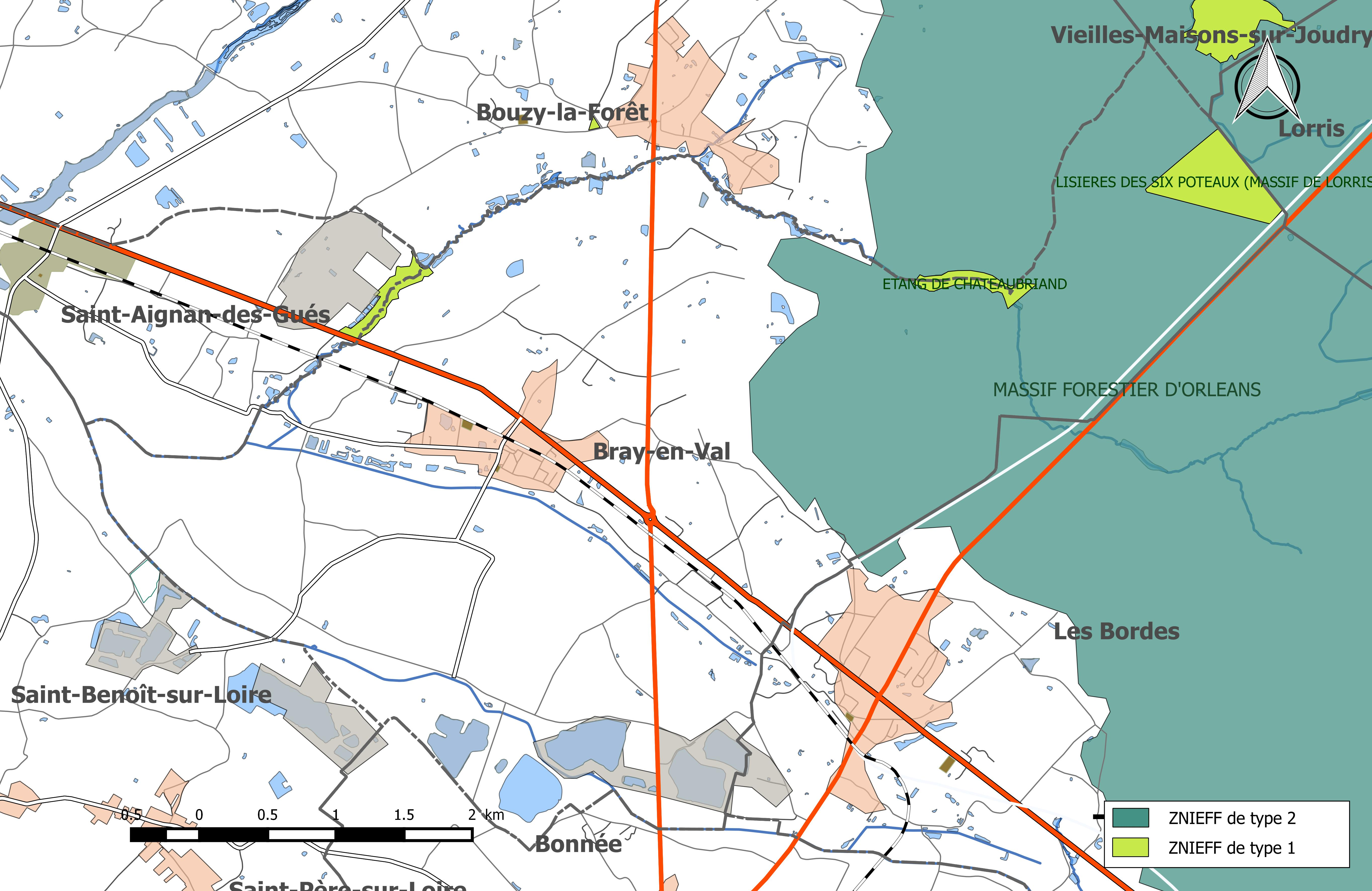
Hartă a zonelor ZNIEFF din comuna și împrejurimile sale.

Inventarul zonelor naturale de interes ecologic, faunistic și floristic (ZNIEFF) are ca obiectiv identificarea celor mai valoroase zone din punct de vedere ecologic, în principal pentru a îmbunătăți cunoașterea patrimoniului natural național și pentru a oferi factorilor de decizie un instrument util în integrarea considerentelor de mediu în planificarea teritorială.
Teritoriul comunei Bray-en-Val include patru zone naturale de interes ecologic, faunistic și floristic (ZNIEFF):
- ZNIEFF-ul de a doua generație și de tip 1[n 2], denumit „Aulnaie marécageuse de Gué-bord”, cu o suprafață de 9 hectare, se află între drumul departamental 95 (RD 95) și cătunul Gué-Bord, la sud-est de centrul localității Bouzy-la-Forêt, la 1,5 km de Bray-en-Val[12]. Altitudinea sa variază între 115 și 120 m[12]. Este vorba despre o pădure mlăștinoasă de anini situată pe fundul unei văi (în lunca majoră a pârâului Saint-Laurent), într-o stare foarte bună de conservare, care adăpostește o populație importantă de ferigă Osmonde royale. În cadrul acestei zone de aniniș se observă și un număr considerabil de izvoare[13].
- ZNIEFF-ul de a doua generație și de tip 1[n 2], denumit „Étang de Châteaubriand”, cu o suprafață de 8 hectare, se află între parcelele 227, 329 și 330 din masivul Lorris (în pădurea Orléans), în apropierea intersecției Châteaubriand, alături de vestigiile fostei abații Chappes-en-Bois, la 3 km nord de centrul localității Les Bordes[14]. Altitudinea sa variază între 124 și 0 m[14]. Acest iaz adăpostește comunități acvatice și amfibii, stufărișuri, o pădure mlăștinoasă de anini și sălcii. Pe acest sit au fost identificate cinci specii de floră determinante pentru ZNIEFF, dintre care trei sunt protejate. În mod special, se remarcă o populație importantă de Luronium natans, specie inclusă în anexa II a directivei Habitate[15].
- ZNIEFF-ul de a doua generație și de tip 1[n 2], denumit „Lisières des Six Poteaux (masivul Lorris)”, cu o suprafață de 33 hectare, este situat în masivul Lorris, în apropierea intersecției Sully, la puțin peste 4,5 km nord-est de centrul localității Les Bordes[16]. Altitudinea sa variază între 130 și 0 m[16]. Interesul acestei zone constă în prezența unor habitate rare, precum pajiștile acidofile și landurile umede și uscate. Aceste habitate sunt localizate de-a lungul marginilor drumurilor. De asemenea, în această zonă se găsesc două ochiuri de apă oligotrofe: unul la colțul dintre drumul Châteaubriand și drumul Six Poteaux, iar celălalt, puțin mai retras față de drumul Chaumontois[17].
- ZNIEFF-ul de a doua generație și de tip 2[n 3], denumit „Masivul forestier Orléans”, cu o suprafață de 36 086 hectare, se întinde pe teritoriul a 37 de comune, inclusiv Bray-en-Val[18]. Altitudinea sa variază între 126 și 174 m[18]. Pădurea Orléans se află în mare parte pe terenuri de natură comparabilă cu cele din Sologne (Burdigalian), extinse pe versantul Beauce. Formațiile vegetale sunt, prin urmare, predominant acidocline până la acidofile, cu sectoare uscate și altele foarte umede. Importanța acestui masiv depășește limitele sale administrative complexe, extinzându-se și la marginile și enclavele private care îl continuă[19].

## Toponimie
Din franceza veche brai („noroi, mlaștină, turbărie”), derivat din galicul bracu (mai exact brakus, brakōs), care inițial desemna un „fund de vale umed”, apoi o „mlaștină”.

## Istorie
La 1 ianuarie 2017, Bray-en-Val a fost integrată în comuna nouă Bray-Saint-Aignan, al cărei reședință este, având statutul de comună delegată.

## Populația și societatea

### Date demografice
Evoluția numărului de locuitori este cunoscută prin recensămintele populației efectuate în comună începând din 1793. Pentru comunele cu mai puțin de 10 000 de locuitori, un recensământ al întregii populații este realizat la fiecare cinci ani, populațiile legale pentru anii intermediari fiind estimate prin interpolare sau extrapolare.
În 2014, comuna număra 1 414 locuitori, în creștere cu +4,51 % față de 2009 (Loiret: +2,48 %, Franța fără Mayotte: +2,49 %).
| An        | 1793 | 1821 | 1841 | 1851 | 1876 | 1886 | 1901 | 1921 | 1936 | 1962 | 1982 | 2006  | 2009  | 2014  |
| --------- | ---- | ---- | ---- | ---- | ---- | ---- | ---- | ---- | ---- | ---- | ---- | ----- | ----- | ----- |
| Populație | 401  | 444  | 512  | 602  | 715  | 738  | 712  | 615  | 634  | 668  | 837  | 1 251 | 1 353 | 1 414 |

## Cultură locală și patrimoniu

### Locuri și monumente

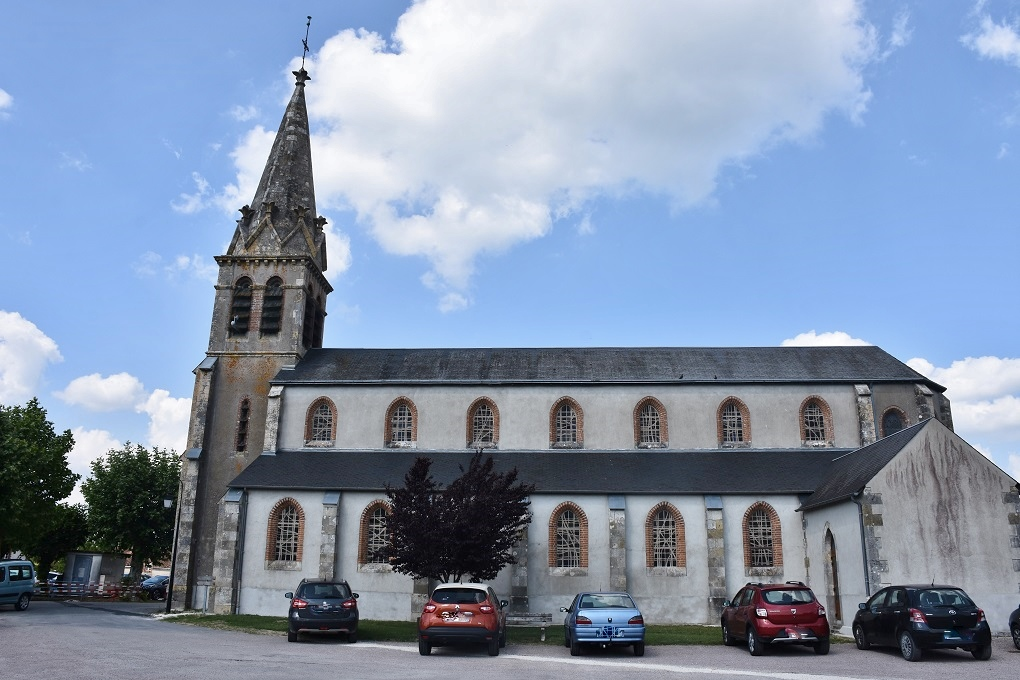
Biserica Saint-Jacques-le-Majeur din Bray-en-Val.

- Biserica parohială Saint-Jacques-le-Majeur.